# Formica torrentium
Formica torrentium é uma espécie de formiga do gênero Formica, pertencente à subfamília Formicinae.